# Політичні партії Сан-Марино
Сан-Марино — має багатопартійну систему правління. Пропорційна виборча система не дозволяє одній партії мати абсолютну більшість у парламенті республіки, і тому політичні партії формують коаліційні уряди.

## Основні партії
- Сан-Маринська Християнсько-Демократична Партія (Partito Democratico Cristiano Sammarinese) — Християнсько-демократична партія створена у 1948 році.
- Партія Соціалістів і Демократів — заснована у 2005 році у результаті об'єднання Соціалістичної партії Сан-Марино і Демократичної партії Сан-Марино.
- Об'єднані ліві
- Народний альянс
- Ми Санмаринці!(партія)
- Санмаринський Національний Альянс — націоналістична партія, заснована у 2001 році.
- Нова Соціалістична Партія — заснована у 2003 році.
- Демократи Центру
- Список свободи

## Неіснуючі партії
- Санмаринська фашистська партія
- Республіканська Фасція Сан-Марино
- Комуністична партія Сан-Марино
- Демократична партія